# Plataforma Logística de Aveiro
A plataforma logística de Aveiro é uma plataforma inserida no programa Portugal logístico. 
É uma ZAL (Zona de Actividades Logísticas) multimodal polinucleada de apoio ao porto de Aveiro. Tem como principal objectivo aumentar o hinterland do porto de Aveiro potenciando a sua actividade. Pretende também criar uma matriz industrial de Aveiro facilitando o acesso a linha de distribuição Aveiro – Salamanca  (PORTUGAL, 2006).
A referida plataforma logística tem recebido vários investimentos por parte do governo português. Exemplo disso, são as melhorias nas acessibilidades marítimas realizadas em 2009, que tanto permitem o acesso a navios de maior dimensão como aumentam as condições de segurança nas manobras realizadas no porto. Também no campo das acessibilidades terrestres e no desenvolvimento e optimização da infra-estrutura portuária, têm sido realizados investimentos significativos, com o intuito de a tornar mais eficiênte e aumentar a sua capacidade  (PORTUGAL, 2009).
O objectivo é claro, tornar Portugal uma plataforma atlântica para os diversos movimentos internacionais tanto do mercado ibérico como europeu.

## Características
Esta plataforma ocupa uma área de 86 ha mas pode ser expandida em mais 8 ha. Encontra-se destinada a um mercado de 2,2 milhões de pessoas representando 26 por cento do PIB industrial nacional. Esta teve um custo de 80 milhões de euros sendo 24 milhões investidos na plataforma e 56 milhões de euros utilizados nos acessos (Portugal, 2006, p. 13). 

## Principais funcionalidades
As principais funcionalidades desta plataforma são (Portugal, 2006, p. 13):
- Área logística multifunções
- Área logística especializada
- Área logística de transformação
- Área logística monocliente
- Terminal intermodal ferro-rodoviário
- Serviços de apoio a empresas e veículos

## Vias de acesso
Esta plataforma logística tem como acessos (Portugal, 2006, p. 13):
- A auto-estrada A 1
- A auto-estrada A 25
- A auto-estrada A 17
- As estradas nacionais N 16 e N 109
- A Linha do Norte